# Pacific Blue Airlines
Pacific Blue Airlines war eine neuseeländische Fluggesellschaft mit Sitz in Christchurch und ein Tochterunternehmen der australischen Virgin Blue Airlines.

## Geschichte
Pacific Blue wurde 2003 gegründet und startete ihren Flugbetrieb im Januar 2004 mit der Verbindung von Christchurch nach Brisbane. Pacific Blue flog auch für drei Monate von Wellington nach Sydney; diese Verbindung wurde dann wieder für die Verbindung nach Brisbane gestrichen. Im August 2007 begann Pacific Blue mit dem Betrieb von Inlandsstrecken in Neuseeland. Die ersten Verbindungen waren Auckland–Wellington, Auckland–Christchurch und Christchurch–Wellington. Pacific Blue Dunedin war nach der Liquidierung von Freedom Air die einzige Billigfluggesellschaft für Inlandsflüge in Neuseeland, nach Australien und zu den pazifischen Inseln. Im Dezember 2011 ging Pacific Blue im Rahmen einer Umstrukturierung der Dachmarke als neuseeländische Tochtergesellschaft in Virgin Australia auf.

## Ziele
Pacific Blue verband zahlreiche wichtige Städte in Australien und Neuseeland, beispielsweise Melbourne, Sydney, Auckland und Wellington. Darüber hinaus wurden einige südpazifische Inseln wie Fidschi und Vanuatu angeflogen. Bei Bedarf flog sie auch für Polynesian Blue.

## Flotte
Mit Stand August 2011 bestand die Flotte der Pacific Blue aus zehn Flugzeugen:
- 10 Boeing 737-800 (1 betrieben für Polynesian Blue)